# August Rush
August Rush je dramski film iz 2007. godine, nominiran za Oskara. Redatelj filma je Kirsten Sheridan, a napisali su ga Nick Castle, James V. Hart, Kirsten Sheridan i Paul Castro. 

## Postava
- Freddie Highmore - dječak Evan Taylor / August Rush
- Keri Russell - Lyla Novacek
- Jonathan Rhys Meyers - Louis Connelly
- Robin Williams - Wizard
- Terrence Howard - Counselor Richard Jeffries
- William Sadler - Thomas Novacek
- Jamia Simone Nash - Hope
- Kaki King - ruke Evana Taylora, u dijelovima s gitarom

## Glazba
- "Moondance", napisao Van Morrison, a izvodi Jonathan Rhys Meyers
- "This Time", napisao Chris Trapper, a izvodi Jonathan Rhys Meyers
- "Someday", napisao John Legend
- "Raise It Up", nominirana za Oskara, u kategoriji za najbolju originalnu kompoziciju

Posljednju pjesmu s Lylom i Louisom započinje Lyla, izvodeći Adagio Moderato iz Koncerta za čelo u e-molu kompozitora Edwarda Elgara.

## Nagrade
Film je nominiran za Oskara u kategoriji najbolje originalne kompozicije, za pjesmu Rais It Up. Nominiran je i za nagradu BFCA (Broadcast Film Critics Association) (Critics Choice Award) u kategorijama najboljeg obiteljskog filma i najboljeg mladog glumca (Freddie Highmore)

## Vanjske poveznice
- službena stranica